# Ceyrat
Ceyrat is een gemeente in het Franse departement Puy-de-Dôme (regio Auvergne-Rhône-Alpes). Ceyrat telde op 1 januari 2022 6.548 inwoners. De plaats maakt deel uit van het arrondissement Clermont-Ferrand en van het gemeentelijk samenwerkingsverband Clermont Auvergne Métropole.

## Geografie
De oppervlakte van Ceyrat bedroeg op 1 januari 2022 9,35 vierkante kilometer; de bevolkingsdichtheid was toen 700,3 inwoners per km².

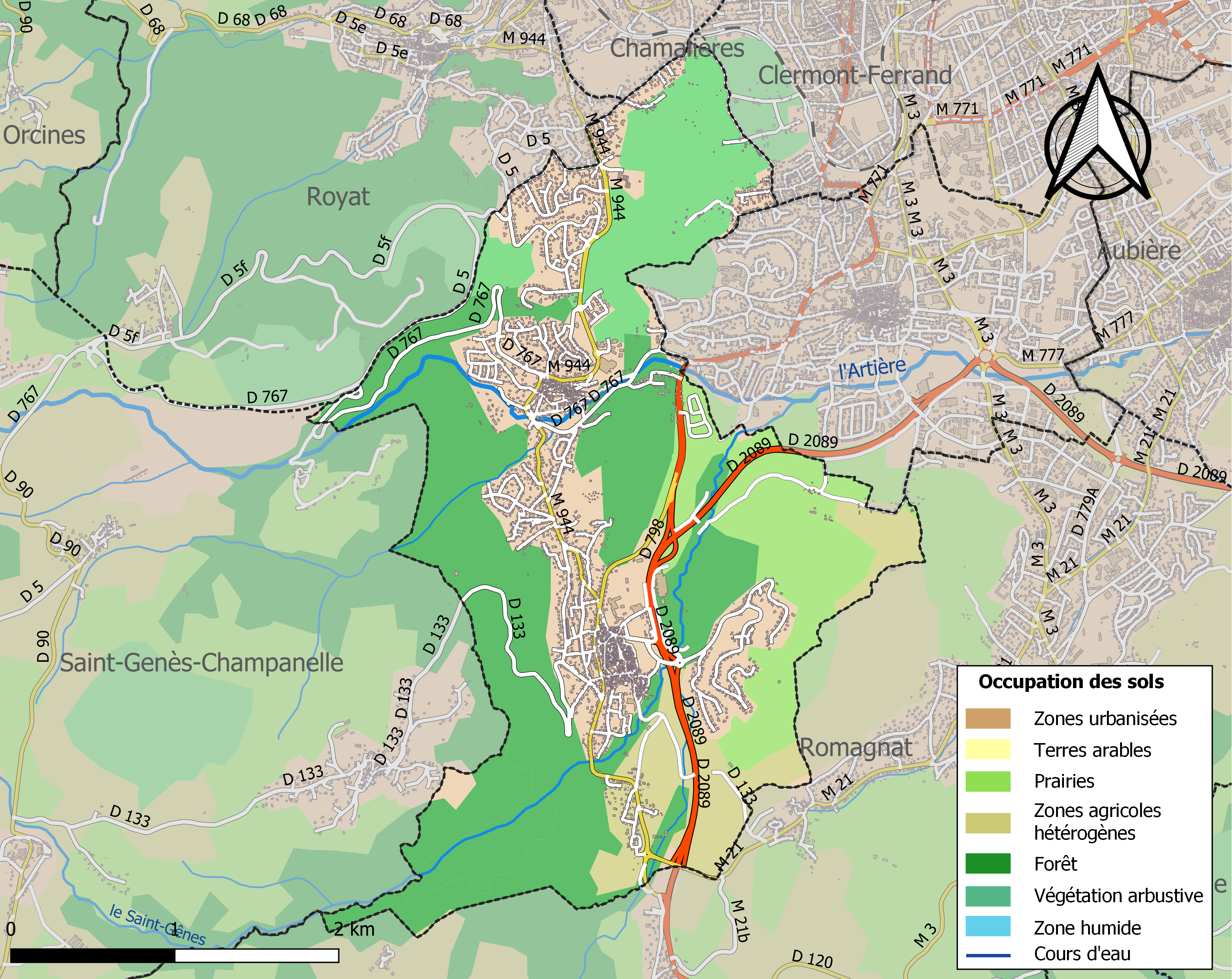
Kaart van de gemeente met belangrijkste infrastructuur, bodemgebruik en omliggende gemeenten

## Demografie
Onderstaande figuur toont het verloop van het inwonertal (bron: INSEE-tellingen).